# Epiry
Epiry é uma comuna francesa na região administrativa de Borgonha-Franco-Condado, no departamento Nièvre. Estende-se por uma área de 12,19 km². Em 2010 a comuna tinha 243 habitantes (densidade: 19,9 hab./km²).